# چارلی بوث (بازیکن فوتبال)
چارلی بوث (انگلیسی: Charlie Booth؛ زادهٔ 20 may 1897) بازیکن فوتبال است.
از باشگاه‌هایی که در آن بازی کرده‌است می‌توان به باشگاه فوتبال گلوسوپ نورث اند اشاره کرد.